# Vichel-Nanteuil
 Vichel-Nanteuil  là một xã ở tỉnh Aisne, vùng Hauts-de-France thuộc miền bắc nước Pháp.